# Lituoliporidae
Lituoliporidae es una familia de foraminíferos bentónicos de la superfamilia Biokovinoidea, del suborden Biokovinina y del orden Loftusiida. Su rango cronoestratigráfico abarca el Jurásico inferior.

## Discusión
Clasificaciones previas incluían Lituoliporidae en el suborden Textulariina y en el orden Textulariida.

## Clasificación
Lituoliporidae incluye al siguiente género:
- Lituolipora †